# Giampietro Stocco
Giampietro Stocco (Roma, 13 agosto 1961) è un giornalista e scrittore italiano, autore di storia alternativa, fantascienza e noir.

## Biografia
Si è laureato in scienze politiche all'Università di Roma "La Sapienza" con una tesi sulle minoranze nazionali in Europa, con particolare attenzione ai casi dell'Alto Adige e dello Schleswig-Holstein.
Ha studiato per un dottorato di ricerca in Danimarca, nelle Università di Odense, Roskilde e all'Istituto di Studi Regionali di Aabenraa.
Vive e lavora a Genova dove è vicecaporedattore alla TGR, sede regionale RAI per la Liguria.
Per la casa editrice Delos Digital dirige la collana Ucronica
Ha pubblicato vari romanzi, a partire da Nero italiano , (2003), un'ucronia in cui si ipotizza che l'Italia fascista non sia entrata in guerra nel 1940 e il regime sia proseguito integro fino al 1975, Dea del caos  (2005), che è il sequel del primo libro. In entrambi i casi si tratta di opere di storia alternativa.
Nel marzo del 2006 Dea del caos è stata portata in scena a Finalborgo in un adattamento curato dal Teatro Garage di Genova, con la direzione artistica di Lorenzo Costa. L'anno dopo, con un nuovo adattamento, veniva generata una pièce che è stata rappresentata nella Sala Diana di Genova.
Nel maggio del 2006 si è classificato settimo alla XII edizione del Premio Lovecraft. È giunto in finale all'edizione 2005 del Premio Fantascienza.com e all'edizione 2020 del Premio Urania.

## Pubblicazioni
Stocco ha vinto il Premio Alien nel 2006 con il racconto L'ospite, successivamente pubblicato negli Stati Uniti nell'antologia Anarchy Zone Time Yarns curata da Erin Lale.
Ha pubblicato nel 2007 Figlio della schiera e l'anno dopo Dalle mie ceneri, avviando una svolta più decisamente fantascientifica alla sua produzione.
È tornato nel 2010 alle origini con Nuovo mondo, un'ucronia in cui immagina una scoperta dell'America alternativa in compagnia con Cristoforo Colombo e Leonardo da Vinci
Ha pubblicato nel 2012 un thriller-noir, Dolly, in cui immagina un cacciatore di donne all'opera in una Genova cupa e postmoderna.
Del 2013 è La corona perduta, un romanzo di storia alternativa in cui immagina che Napoleone Bonaparte venga ucciso durante la Campagna d'Italia del 1796.
Nel 2017 pubblica il racconto lungo Rigenerazione. nella collana Futuro Presente di Delos Diogital
Nel 2018 pubblica il racconto lungo Le talee del Cielo nella collana Futuro Presente di Delos Digital.
Nel 2018 il suo racconto ucronico Passaggio di Consegne compare nell'antologia intitolata La vittoria impossibile, curata da Andrea Pelliccia.
Nel 2020 pubblica il racconto Metallo su Robot n.90 di Delos Digital
Nel 2020 pubblica il racconto Lilia (Un'estate) su Distòpia- Urania Millemondi Estate
Nel 2021 pubblica il romanzo Il mancino di Dio, , ucronia ambientata ai mondiali di calcio del 1974.
Nel 2021 pubblica, postumo, il racconto di Paola Salvietti Backspace au Robot n.92 di Delos Digital.
Nel 2021 pubblica il racconto lungo Il gatto è vivo nella collana Innsmouth - Weird Zone and more di Delos Digital.
Nel 2021 arriva in finale al Premio Urania con il romanzo Seconda Pelle.
Nel 2021 pubblica, nell'antologia Olimpiadi di Toronto 2112, edita da Delos Digital e curata da Andrea Pelliccia, il racconto lungo L'eroe dello schermo.
Nel 2022 pubblica il romanzo Seconda Pelle; ucronia distopica ambientata nello stesso universo di Nero italiano e Dea del caos .
Nel 2022 pubblica il romanzo Due anni e mezzo via, edito da Porto Seguro Editore.
Nel 2023 pubblic il racconto Love will tear us apart, again, su Robot n.97 di Delos Digital
Nel 2023 pubblica il racconto Le nuvole hanno occhi su Coloni dell'Universo - Urania Millemondi Estate
Nel 2024 pubblica il racconto Palinsesto sull'antologia Fahrenhei.itt - Il racconto della Scienza, edito da Il Canneto Editore

## Opere

### Romanzi
- Nero italiano , Fratelli Frilli Editori, 2003, Delos Digital, 2015
- Dea del caos , Fratelli Frilli Editori, 2005, Delos Digital, 2015
- Figlio della schiera , Chinaski, 2007, Delos Digital, 2016
- Dalle mie ceneri , Delos Books, 2008, Delos Digital, 2017
- Nuovo mondo, Bietti, 2010, Delos Digital, 2015
- Dolly, 0111 Edizioni, 2012, Delos Digital, 2017
- La corona perduta, Speculative Fiction n. 1, Cordero Editore, 2013, ISBN 978-88-98130-08-5, Delos Digital, 2018
- Il mancino di Dio, Delos Digital, 2021
- Seconda Pelle, Delos Digital, 2022
- Due anni e mezzo via, Porto Seguro, 2022
- Mosche, Delos Digital, 2024